# Quintus Aurelius Memmius Symmachus

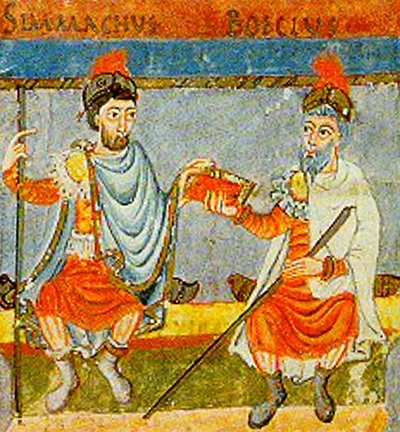
Symmachus und Boethius, mittelalterliche Miniatur

Quintus Aurelius Memmius Symmachus († 525/26) war ein spätantiker römischer Politiker, Philosoph und Geschichtsschreiber.

## Leben
Symmachus stammte aus einem der reichsten und berühmtesten weströmischen Senatorengeschlechter, dessen Angehörige möglicherweise schon unter Septimius Severus hohe Ämter bekleidet hatten. Er war der Urenkel des Quintus Aurelius Symmachus, im Gegensatz zu diesem aber – wie damals üblich – ein Christ, was aus einer Passage im sogenannten Anecdoton Holderi, einem Fragment aus einem verlorenen Werk Cassiodors, abgeleitet wird.
Symmachus gehörte zur stadtrömisch-senatorischen Elite. Er hatte unter Odoaker und dann unter Theoderich mehrere hohe Ämter bekleidet: Er fungierte als Stadtpräfekt Roms, erlangte 485 – wie bereits sein Vater im Jahr 446 – in offenbar recht jungen Jahren das Konsulat und trug seit spätestens 510 den ehrenvollen Titel eines patricius. Aufgrund seiner glänzenden Karriere und seiner Persönlichkeit wurde er schließlich als „Haupt des Senats“ angesehen (caput senatus). Er besaß auch einen Dauersitzplatz im Kolosseum und führte in Rom Baumaßnahmen durch. Während des sogenannten laurentianischen Schismas unterstützte er 498 Papst Symmachus.
Symmachus war der Schwiegervater des Boethius und galt als einer der gebildetsten Römer seiner Zeit. Er war berühmt für seinen Reichtum, seine Redekunst, seine offenbar sehr große Bibliothek und sein Mäzenatentum. Er bemühte sich um die Pflege der antiken römischen Kultur und wurde als neuer Cato gefeiert, der aber durch seinen christlichen Glauben diesen noch übertreffen würde.
Unter Odoaker, der 476 das Kaisertum in Italien beseitigt hatte, und während der nachfolgenden ostgotischen Herrschaft hatte er offenbar ein entspanntes Verhältnis zu den germanischen Herren Italiens gepflegt und Karriere gemacht. 525 oder 526 wurde er jedoch aufgrund des Vorwurfs des Hochverrats hingerichtet. Symmachus wurde ein Opfer der wachsenden Spannungen am Königshof Theoderichs zwischen der pro-gotischen Hofpartei und der alten senatorischen Elite, die oft noch gute Beziehungen zum oströmischen Kaiserhof pflegte, bzw. dem angespannten Verhältnis zwischen Ravenna und Konstantinopel seit 519. Symmachus teilte so das Schicksal seines Schwiegersohns Boethius, der sich durch sein ungeschicktes Verhalten im Rahmen einer vom königlichen referendarius Cyprianus erhobenen Anklage gegen den angesehenen Senator Flavius Albinus iunior angreifbar gemacht hatte. Boethius wurde als magister officiorum Theoderichs abgesetzt und schließlich aufgrund eines angeblichen Hochverrats 524/26 hingerichtet.

## Literarische Tätigkeit
Der gebildete Symmachus unterzog nicht nur den Kommentar des Macrobius zum Traum des Scipio zusammen mit einem Nachfahren des Macrobius einer Textrevision, er selbst war zudem einer der letzten lateinischen Geschichtsschreiber in antiker Tradition. Die von Symmachus kurz vor seinem Tod verfasste, eventuell christlich akzentuierte Historia Romana (Römische Geschichte) in sieben Büchern ist heute zwar vollständig verloren, diente aber offenbar als eine der Vorlagen der Werke des Jordanes. In den Getica des Jordanes zitiert dieser zumindest an einer Stelle ausdrücklich das Geschichtswerk des Symmachus. Demnach schrieb wiederum Symmachus Partien der (in der Forschung sehr umstrittenen) Historia Augusta nach, allerdings anscheinend mit christlichen Zusätzen: Das Ende des Maximinus Thrax brachte Symmachus wie Orosius mit dessen Gegnerschaft zu den Christen in Verbindung. Man wird die Qualität des Geschichtsschreibers Symmachus wohl nicht allzu hoch veranschlagen können.
Wilhelm Enßlin schlug vor, dass sich Jordanes in seinem anderen Geschichtswerk (das ebenfalls als Historia Romana bezeichnet wird) durchaus noch stärker auf Symmachus gestützt habe. Lieve Van Hoof und Peter Van Nuffelen äußern sich hingegen wie mehrere andere moderne Forscher sehr viel skeptischer und lehnen einen solchen „Maximalentwurf“ ab. Beide gehen zudem davon aus, dass der Titel des Werks nicht (wie meistens angenommen) Historia Romana, sondern nur Historia gewesen ist.

## Editionen/Übersetzungen
- Lieve Van Hoof, Peter Van Nuffelen (Hrsg./Übers.): The Fragmentary Latin Histories of Late Antiquity (AD 300–620). Edition, Translation and Commentary. Cambridge University Press, Cambridge 2020, S. 146ff.